# Mistrzostwa Europy U-21 w Piłce Nożnej 2013 (eliminacje)
Eliminacje do Mistrzostw Europy U-21 w Piłce Nożnej 2013 – to zawody reprezentacji młodzieżowych w których grają zawodnicy poniżej 21 roku życia z poszczególnych krajów europejskich. Mecze w ramach rozgrywek odbywają się od marca 2011 roku do września 2012 i mają na celu wyłonienie najlepszych młodzieżowych drużyn w Europie, które wezmą udział w Mistrzostwach Europy, które odbędą się w roku 2013 w Izraelu. Grupy w których rywalizują poszczególne drużny zostały ustalone w wyniku losowania, które odbyło się 3 lutego 2011 w mieście Nyon.
Drużyny podzielono na dziesięć grup, z czego w dwóch jest sześć drużny a w pozostałych po pięć. Do kolejnej rundy zakwalifikują się zwycięzcy grup oraz cztery najlepsze drużyny wśród drużyn które zajęły drugie miejsce. Wszystkie zakwalifikowane drużyny zostaną rozlosowane w pary i rozegrają dwumecz, którego zwycięzca będzie uczestniczył w Mistrzostwach Europy w Izraelu.

## Losowanie grup
Wszystkie uczestniczące 52 zespoły zostały podzielone na pięć koszyków zgodnie z rankingiem UEFA. W koszykach od A do D znalazło się po dziesięć drużyn a w ostatnim, koszyku E dwanaście zespołów.
| Koszyk A | Koszyk B | Koszyk C | Koszyk D | Koszyk E |
| --- | --- | --- | --- | --- |
| - Anglia U-21 - Hiszpania U-21 - Holandia U-21 - Włochy U-21 - Szwecja U-21 - Czechy U-21 - Rosja U-21 - Serbia U-21 - Niemcy U-21 - Rumunia U-21 | - Szwajcaria U-21 - Walia U-21 - Białoruś U-21 - Francja U-21 - Ukraina U-21 - Turcja U-21 - Austria U-21 - Portugalia U-21 - Dania U-21 - Belgia U-21 | - Chorwacja U-21 - Węgry U-21 - Szkocja U-21 - Grecja U-21 - Islandia U-21 - Słowacja U-21 - Mołdawia U-21 - Finlandia U-21 - Armenia U-21 - Irlandia Północna U-21 | - Polska U-21 - Czarnogóra U-21 - Gruzja U-21 - Łotwa U-21 - Norwegia U-21 - Słowenia U-21 - Irlandia U-21 - Bułgaria U-21 - Bośnia i Hercegowina U-21 - Macedonia Północna U-21 | - Albania U-21 - Wyspy Owcze U-21 - Cypr U-21 - Litwa U-21 - Kazachstan U-21 - Estonia U-21 - Azerbejdżan U-21 - Andora U-21 - San Marino U-21 - Luksemburg U-21 - Malta U-21 - Liechtenstein U-21 |

Komitet Wykonawczy UEFA zdecydował na swoim posiedzeniu w dniu 27 stycznia 2011, że  Bośnia i Hercegowina U-21 oraz  Ukraina U-21 znajdą się w grupie w której gra sześć zespołów. Stało się tak w związku z ryzykiem, że wyżej wymienione reprezentacje mogły zostać zawieszone w trakcie rozgrywek pozostawiając tym samym własną grupę w czteroosobowym składzie.
Przed losowaniem UEFA potwierdziła, że ze względu na znane problemy polityczne i nierozwiązane konflikty, nie zostaną wylosowane do wspólnej grupy Rosja wraz z Gruzją ani Armenia wraz z Azerbejdżanem.

## Faza kwalifikacji grupowych

### Grupa 1
| Zespół                    | Mecz. | W | R | P | G+ | G- | +/- | Pkt |
| ------------------------- | ----- | - | - | - | -- | -- | --- | --- |
| Niemcy U-21               | 3     | 3 | 0 | 0 | 12 | 1  | +11 | 9   |
| Bośnia i Hercegowina U-21 | 2     | 1 | 1 | 0 | 4  | 1  | +3  | 4   |
| Białoruś U-21             | 3     | 1 | 1 | 1 | 4  | 4  | 0   | 4   |
| Grecja U-21               | 2     | 1 | 0 | 1 | 4  | 3  | +1  | 3   |
| Cypr U-21                 | 3     | 1 | 0 | 2 | 7  | 6  | +1  | 3   |
| San Marino U-21           | 3     | 0 | 0 | 3 | 0  | 16 | −16 | 0   |

|                           | Bośnia i Hercegowina | Białoruś | Cypr   | Niemcy | Grecja | San Marino |
| ------------------------- | -------------------- | -------- | ------ | ------ | ------ | ---------- |
| Bośnia i Hercegowina U-21 | —                    | 1 Cze    | 11 Paź | 10 Wrz | 7 Wrz  | 12 Cze     |
| Białoruś U-21             | 1:1                  | —        | 15 Sie | 0:1    | 11 Paź | 10 Wrz     |
| Cypr U-21                 | 12 Lis               | 7 Paź    | —      | 15 Lis | 0:2    | 6:0        |
| Niemcy U-21               | 6 Paź                | 7 Wrz    | 4:1    | —      | 29 Lut | 7:0        |
| Grecja U-21               | 14 Lis               | 2:3      | 10 Wrz | 11 Lis | —      | 6 Paź      |
| San Marino U-21           | 0:3                  | 11 Lis   | 29 Lut | 10 Paź | 1 Cze  | —          |

Stan na: 6 września 2011

### Grupa 2
| Zespół         | Mecz. | W | R | P | G+ | G- | +/- | Pkt |
| -------------- | ----- | - | - | - | -- | -- | --- | --- |
| Słowenia U-21  | 4     | 3 | 0 | 1 | 7  | 2  | +5  | 9   |
| Finlandia U-21 | 3     | 2 | 1 | 0 | 3  | 1  | +2  | 7   |
| Szwecja U-21   | 2     | 2 | 0 | 0 | 2  | 0  | +2  | 6   |
| Malta U-21     | 4     | 1 | 1 | 2 | 4  | 7  | −3  | 4   |
| Ukraina U-21   | 1     | 0 | 0 | 1 | 0  | 1  | −1  | 0   |
| Litwa U-21     | 4     | 0 | 0 | 4 | 1  | 8  | −7  | 0   |

|                | Finlandia | Litwa  | Malta | Słowenia | Szwecja | Ukraina |
| -------------- | --------- | ------ | ----- | -------- | ------- | ------- |
| Finlandia U-21 | —         | 15 Sie | 0–0   | 1–0      | 10 Paź  | 9 Cze   |
| Litwa U-21     | 10 Wrz    | —      | 1–2   | 0–1      | 0–1     | 4 Cze   |
| Malta U-21     | 1:2       | 11 Paź | —     | 1–4      | 15 Lis  | 7 Paź   |
| Słowenia U-21  | 5 Cze     | 11 Lis | 1 Cze | —        | 6 Wrz   | 2:0     |
| Szwecja U-21   | 13 Cze    | 4–0    | 6 Cze | 6 Paź    | —       | 10 Wrz  |
| Ukraina U-21   | 11 Lis    | 15 Lis | 6 Wrz | 15 Sie   | 31 May  | —       |

Stan na: 6 września 2011

### Grupa 3
| Zespół          | Pkt | M | W | R | P | Br+ | Br- | +/- |
| --------------- | --- | - | - | - | - | --- | --- | --- |
| Armenia U-21    | 7   | 3 | 2 | 1 | 0 | 6   | 2   | +4  |
| Czarnogóra U-21 | 6   | 2 | 2 | 0 | 1 | 9   | 5   | +4  |
| Czechy U-21     | 4   | 2 | 1 | 1 | 0 | 9   | 1   | +8  |
| Walia U-21      | 3   | 2 | 1 | 0 | 1 | 2   | 3   | -1  |
| Andora U-21     | 0   | 4 | 0 | 0 | 4 | 0   | 15  | -15 |

Stan na: 6 września 2011

### Grupa 4
| Zespół                  | Pkt | M | W | R | P | Br+ | Br- | +/- |
| ----------------------- | --- | - | - | - | - | --- | --- | --- |
| Serbia U-21             | 6   | 2 | 2 | 0 | 0 | 6   | 1   | +5  |
| Irlandia Północna U-21  | 4   | 4 | 1 | 1 | 2 | 4   | 4   | 0   |
| Dania U-21              | 3   | 1 | 1 | 0 | 0 | 3   | 0   | +3  |
| Wyspy Owcze U-21        | 1   | 3 | 0 | 1 | 2 | 1   | 9   | -8  |
| Macedonia Północna U-21 | 0   | 0 | 0 | 0 | 0 | 0   | 0   | 0   |

Stan na: 6 września 2011

### Grupa 5
| Zespół          | Pkt | M | W | R | P | Br+ | Br- | +/- |
| --------------- | --- | - | - | - | - | --- | --- | --- |
| Hiszpania U-21  | 6   | 2 | 2 | 0 | 0 | 9   | 2   | +7  |
| Szwajcaria U-21 | 4   | 2 | 1 | 1 | 0 | 4   | 0   | +4  |
| Gruzja U-21     | 3   | 3 | 1 | 0 | 2 | 3   | 9   | -6  |
| Estonia U-21    | 1   | 1 | 0 | 1 | 0 | 0   | 0   | 0   |
| Chorwacja U-21  | 0   | 2 | 0 | 0 | 2 | 0   | 5   | -5  |

Stan na: 5 września 2011

### Grupa 6
| Zespół          | Pkt | M | W | R | P | Br+ | Br- | +/- |
| --------------- | --- | - | - | - | - | --- | --- | --- |
| Rosja U-21      | 3   | 1 | 1 | 0 | 0 | 2   | 0   | +2  |
| Polska U-21     | 3   | 2 | 1 | 0 | 1 | 3   | 2   | +1  |
| Portugalia U-21 | 3   | 1 | 1 | 0 | 0 | 2   | 0   | +2  |
| Albania U-21    | 3   | 2 | 1 | 0 | 1 | 4   | 6   | -2  |
| Mołdawia U-21   | 0   | 2 | 0 | 0 | 2 | 3   | 6   | -3  |

Stan na: 6 września 2011

### Grupa 7
| Zespół             | Pkt | M | W | R | P | Br+ | Br- | +/- |
| ------------------ | --- | - | - | - | - | --- | --- | --- |
| Turcja U-21        | 9   | 3 | 3 | 0 | 0 | 10  | 1   | +9  |
| Włochy U-21        | 3   | 1 | 1 | 0 | 0 | 3   | 0   | +3  |
| Irlandia U-21      | 3   | 2 | 1 | 0 | 1 | 2   | 2   | 0   |
| Węgry U-21         | 0   | 2 | 0 | 0 | 2 | 1   | 5   | -4  |
| Liechtenstein U-21 | 0   | 2 | 0 | 0 | 2 | 1   | 9   | -8  |

Stan na: 6 września 2011

### Grupa 8
| Zespół           | Pkt | M | W | R | P | Br+ | Br- | +/- |
| ---------------- | --- | - | - | - | - | --- | --- | --- |
| Norwegia U-21    | 3   | 1 | 1 | 0 | 0 | 2   | 0   | +2  |
| Islandia U-21    | 3   | 2 | 1 | 0 | 1 | 2   | 3   | -1  |
| Anglia U-21      | 3   | 1 | 1 | 0 | 0 | 6   | 0   | +6  |
| Belgia U-21      | 3   | 2 | 1 | 0 | 1 | 5   | 3   | 2   |
| Azerbejdżan U-21 | 0   | 2 | 0 | 0 | 2 | 1   | 10  | -9  |

Stan na: 6 września 2011

### Grupa 9
| Zespół          | Pkt | M | W | R | P | Br+ | Br- | +/- |
| --------------- | --- | - | - | - | - | --- | --- | --- |
| Słowacja U-21   | 6   | 2 | 2 | 0 | 0 | 3   | 0   | +3  |
| Rumunia U-21    | 5   | 3 | 1 | 2 | 0 | 3   | 1   | +2  |
| Francja U-21    | 3   | 1 | 1 | 0 | 0 | 3   | 0   | +3  |
| Kazachstan U-21 | 2   | 3 | 0 | 2 | 1 | 1   | 2   | -1  |
| Łotwa U-21      | 0   | 3 | 0 | 0 | 3 | 0   | 7   | -7  |

Stan na: 6 września 2011

### Grupa 10
| Zespół          | Pkt | M | W | R | P | Br+ | Br- | +/- |
| --------------- | --- | - | - | - | - | --- | --- | --- |
| Holandia U-21   | 6   | 2 | 2 | 0 | 0 | 5   | 0   | +5  |
| Austria U-21    | 3   | 1 | 1 | 0 | 0 | 4   | 1   | +3  |
| Szkocja U-21    | 1   | 1 | 0 | 1 | 0 | 0   | 0   | 0   |
| Bułgaria U-21   | 1   | 2 | 0 | 1 | 1 | 0   | 1   | -1  |
| Luksemburg U-21 | 0   | 2 | 0 | 0 | 2 | 1   | 8   | -7  |

Stan na: 6 września 2011

### Ranking drużyn z drugich miejsc
Ze względu na to, że niektóre grupy składają się z pięciu zespołów, mecze drużyn które zajmują szóste miejsca w liczniejszych grupach nie są uwzględniane.
| Gr. | Drużyna                   | M | W | R | P | G+ | G- | +/- | GW | Pkt | Uwg.            | Drużyna z 6 miejsca | Ranking |
| --- | ------------------------- | - | - | - | - | -- | -- | --- | -- | --- | --------------- | ------------------- | ------- |
| 2   | Finlandia U-21            |   | 2 | 1 | 0 | 3  | 1  | +2  | 2  | 7   | Litwa U-21      | 28                  |         |
| 3   | Czarnogóra U-21           |   | 2 | 0 | 1 | 9  | 5  | +4  | 6  | 6   | 1,3             | —                   | 32      |
| 9   | Rumunia U-21              |   | 1 | 2 | 0 | 3  | 1  | +2  | 1  | 5   | 1,3             | —                   | 10      |
| 5   | Szwajcaria U-21           |   | 1 | 1 | 0 | 4  | 0  | +4  | 0  | 4   | 1,3             | —                   | 11      |
| 4   | Irlandia Północna U-21    |   | 1 | 1 | 2 | 4  | 4  | 0   | 0  | 4   | 1,3             | —                   | 30      |
| 10  | Austria U-21              |   | 1 | 0 | 0 | 4  | 1  | +3  | 4  | 3   | 1,3             | —                   | 17      |
| 7   | Włochy U-21               |   | 1 | 0 | 0 | 3  | 0  | +3  | 3  | 3   | 1,3             | —                   | 4       |
| 6   | Polska U-21               |   | 1 | 0 | 1 | 3  | 2  | +1  | 3  | 3   | 1,3             | —                   | 18      |
| 8   | Islandia U-21             |   | 1 | 0 | 1 | 2  | 3  | −1  | 0  | 3   | 1,3             | —                   | 25      |
| 1   | Bośnia i Hercegowina U-21 |   | 0 | 1 | 0 | 1  | 1  | 0   | 1  | 1   | San Marino U-21 | 39                  |         |

Stan na: 6 września 2011
Uwagi
- 1 – Drużyna wciąż może zająć pierwsze miejsce w swojej grupie
- 3 – Drużyna wciąż może zająć trzecie lub gorsze miejsce w swojej grupie
- 6 – Szósta drużyna w grupie może się zmienić co może skutkować zmianami w tabeli nawet jeżeli zainteresowane drużyny nie rozgrywały meczów.